# Безпека мережі
Безпе́ка мере́жі (Network security)  — заходи, які захищають інформаційну мережу від несанкціонованого доступу, випадкового або навмисного втручання в роботу мережі або спроб руйнування її компонентів.
Безпека інформаційної мережі включає захист обладнання, програмного забезпечення, даних і персоналу. Мережева безпека складається з положень і політики, прийнятої адміністратором мережі, щоб запобігти й контролювати несанкційований доступ, неправильне використання, зміни або відмови в комп'ютерній мережі та мережі доступних ресурсів. Мережева безпека містить у собі дозвіл на доступ до даних в мережі, який надається адміністратором мережі. Користувачі вибирають або їм призначаються ID і пароль або інші перевірки автентичності інформації, що дозволяє їм здійснити доступ до інформації й програм у рамках своїх повноважень.
Мережева безпека охоплює різні комп'ютерні мережі, як державні, так і приватні, які використовуються в повсякденних робочих місцях для здійснення угод і зв'язків між підприємствами, державними установами та приватними особами. Мережі можуть бути приватними, такими як всередині компанії або відкритими, для публічного доступу. Мережева безпека бере участь в організаціях, підприємствах та інших типів закладів. Найбільш поширений і простий спосіб захисту мережевих ресурсів є присвоєння їм унікального імені та відповідного паролю.

## Концепції мережевої безпеки
Мережева безпека починається з аутентифікації, що зазвичай містить ім'я користувача і пароль. Коли для цього потрібно тільки одна деталь аутентифікації (ім'я користувача), то це називають однофакторною аутентифікацією. При двофакторній аутентифікації, користувач ще повинен використати маркер безпеки або 'ключ', кредитну картку або мобільний телефон, при трьохфакторній аутентифікації, користувач повинен застосувати відбитки пальців або пройти сканування сітківки ока.
Після перевірки дійсності, брандмауер забезпечує доступ до послуг користувачам мережі. Для виявлення і пригнічування дії шкідливих програм використовується антивірусне програмне забезпечення або системи запобігання вторгнень (IPS).
Зв'язок між двома комп'ютерами з використанням мережі може бути зашифрований, щоб зберегти конфіденційність.

## Як працює система безпеки
Система безпеки мережі не ґрунтується на одному методі, а використовує комплекс засобів захисту. Навіть якщо частина обладнання виходить з ладу, решта продовжує захищати дані Вашої компанії від можливих атак.
Встановлення рівнів безпеки мережі надає Вам можливість доступу до цінної ділової інформації з будь-якого місця, де є доступ до мережі Інтернет, а також захищає її від загроз. Система безпеки мережі:
- Захищає від внутрішніх та зовнішніх мережних атак. Небезпека, що загрожує підприємству, може мати як внутрішнє, так і зовнішнє походження. Ефективна система безпеки стежить за активністю в мережі, сигналізує про аномалії та реагує відповідним чином.
- Забезпечує конфіденційність обміну інформацією з будь-якого місця та в будь-який час. Працівники можуть увійти до мережі, працюючи вдома або в дорозі, та бути впевненими у захисті передачі інформації.
- Контролює доступ до інформації, ідентифікуючи користувачів та їхні системи. Ви маєте можливість встановлювати власні правила доступу до даних. Доступ може надаватися залежно від ідентифікаційної інформації користувача, робочих функцій, а також за іншими важливими критеріями.
- Забезпечує надійність системи. Технології безпеки дозволяють системі запобігти як вже відомим атакам, так і новим небезпечним вторгненням. Працівники, замовники та ділові партнери можуть бути впевненими у надійному захисті їхньої інформації.

## Ключові елементи захищених мережних служб
- Брандмауери. Централізовані брандмауери та брандмауери окремих комп'ютерів можуть запобігати проникненню зловмисного мережного трафіку до мережі, яка підтримує діяльність компанії.
- Антивірусні засоби. Більш захищена мережа може виявляти загрози, що створюють віруси, хробаки та інше зловмисне програмне забезпечення, і боротися з ним попереджувальними методами, перш ніж вони зможуть заподіяти шкоду.
- Знаряддя, які відстежують стан мережі, грають важливу роль під час визначення мережних загроз.
- Захищений віддалений доступ і обмін даними. Безпечний доступ для всіх типів клієнтів із використанням різноманітних механізмів доступу грає важливу роль для забезпечення доступу користувачів до потрібних даних, незалежно від їх місцезнаходження та використовуваних пристроїв.